# Moravská Nová Ves (stacja kolejowa)
Moravská Nová Ves – stacja kolejowa w miejscowości Moravská Nová Ves, w kraju południowomorawskim, w Czechach. Znajduje się na linii kolejowej Brzecław – Przerów. Znajduje się na wysokości 185 m n.p.m.
Na stacji istnieje możliwość zakupu biletu i rezerwacji miejsc.

## Linie kolejowe
- 330 Přerov - Břeclav